# Ampelopsis
Ampelopsis é um género botânico pertencente à família Vitaceae.

## Espécies
- Ampelopsis aconitifolia Bunge
- Ampelopsis arborea (L.) Koehne
- Ampelopsis bodinieri (H.Lev & Vaniot) Rehder
- Ampelopsis brevipedunculata (Maxim.) Trautv.
- Ampelopsis cantoniensis (Hook. & Arn.) K.Koch
- Ampelopsis chaffanjonii (H.Lev & Vaniot) Rehder
- Ampelopsis cordata Michx.
- Ampelopsis denudata Planch.
- Ampelopsis glandulosa (Wall.) Momiy.
- Ampelopsis humulifolia Bunge
- Ampelopsis japonica (Thunb.) Makino
- Ampelopsis leeoides (Maxim.) Planch.
- Ampelopsis megalophylla Diels & Gilg
- Ampelopsis orientalis (Lam.) Planch.
- Ampelopsis vitifolia Planch.